# Piper paucartamboanum
Piper paucartamboanum är en pepparväxtart som beskrevs av William Trelease. Piper paucartamboanum ingår i släktet Piper och familjen pepparväxter. Inga underarter finns listade i Catalogue of Life.